# Else von Schlitz
Else (Elsa) Charlotte Nanny Helene von Schlitz gen. von Görtz und Freiherr von Wrisberg (geborene Meyer, geb. 4. März 1882 in Kassel; gest. 27. November 1968 in Brunkensen, Alfeld (Leine)) war ein deutsches Opfer des Nationalsozialismus.

## Leben

### Herkunft
Else von Schlitz stammte aus einer jüdischen Familie. Ihr Vater Paul Meyer war Oberregierungsrat. Ihre Brüder waren der spätere Diplomat Richard Meyer und der spätere Rechtsgelehrte Alex Meyer.

### Werdegang
Else von Schlitz besuchte die Höhere Töchterschule in Hannover. Später studierte sie Sprachen und Musik. Während des Ersten Weltkriegs verwaltete sie die Güter ihres Gatten (Brunkensen mit 145 ha und Brünnighausen mit 103 ha), welcher im Krieg als Reserveoffizier kämpfte. Am 7. April 1944 wurde sie aufgrund der Judenverfolgung des NS-Staates in das Ghetto Theresienstadt deportiert. Sie überlebte den Holocaust und wurde am 8. Mai 1945 in Theresienstadt befreit.

### Familie
Else Meyer heiratete am 29. Oktober 1910 in Berlin den Rittmeister und Gutsbesitzer Rudolf-Johann von Schlitz genannt von Görtz (1884–1933). Das Paar hatte drei Kinder, u. a. der Designer Albrecht Graf von Goertz, welcher im September 1936 in die USA emigrierte.